# Воробино (Івановська область)
Воробино (рос. Воробино) — присілок в Палехському районі Івановської області Російської Федерації.
Населення становить 3 особи. Входить до складу муніципального утворення Раменське сільське поселення.

## Історія
Від 2005 року входить до складу муніципального утворення Раменське сільське поселення.

## Населення
| 1905 | 2010 |
| ---- | ---- |
| 68   | ↘3   |